# Rue de Brément
La rue de Brément est l'une des artères principales de Noisy-le-Sec, dans la région Île-de-France en France, sur le tracé de la route départementale 116.

## Situation et accès
Cette rue commence à l'ouest, place Jeanne d'Arc, où se croisent la RD116 et la RD117. Elle traverse ensuite le rond-point du Général-de-Gaulle, où se rencontrent le boulevard Michelet, la rue Jules-Auffret (anciennement rue du Petit-Pantin) et le boulevard Roger-Salengro.
Continuant vers l'est, elle marque le point de départ de la rue du Progrès. Puis, elle traverse le quartier entre la rue de Merlan et la rue du Montreuil à Claye, autrefois dénommé le Moulin fondu.
Elle se termine à l'échangeur de Rosny, où se rencontrent le boulevard d'Alsace-Lorraine, l'avenue du Général-de-Gaulle et l'avenue de Rosny (RN186).

## Origine du nom

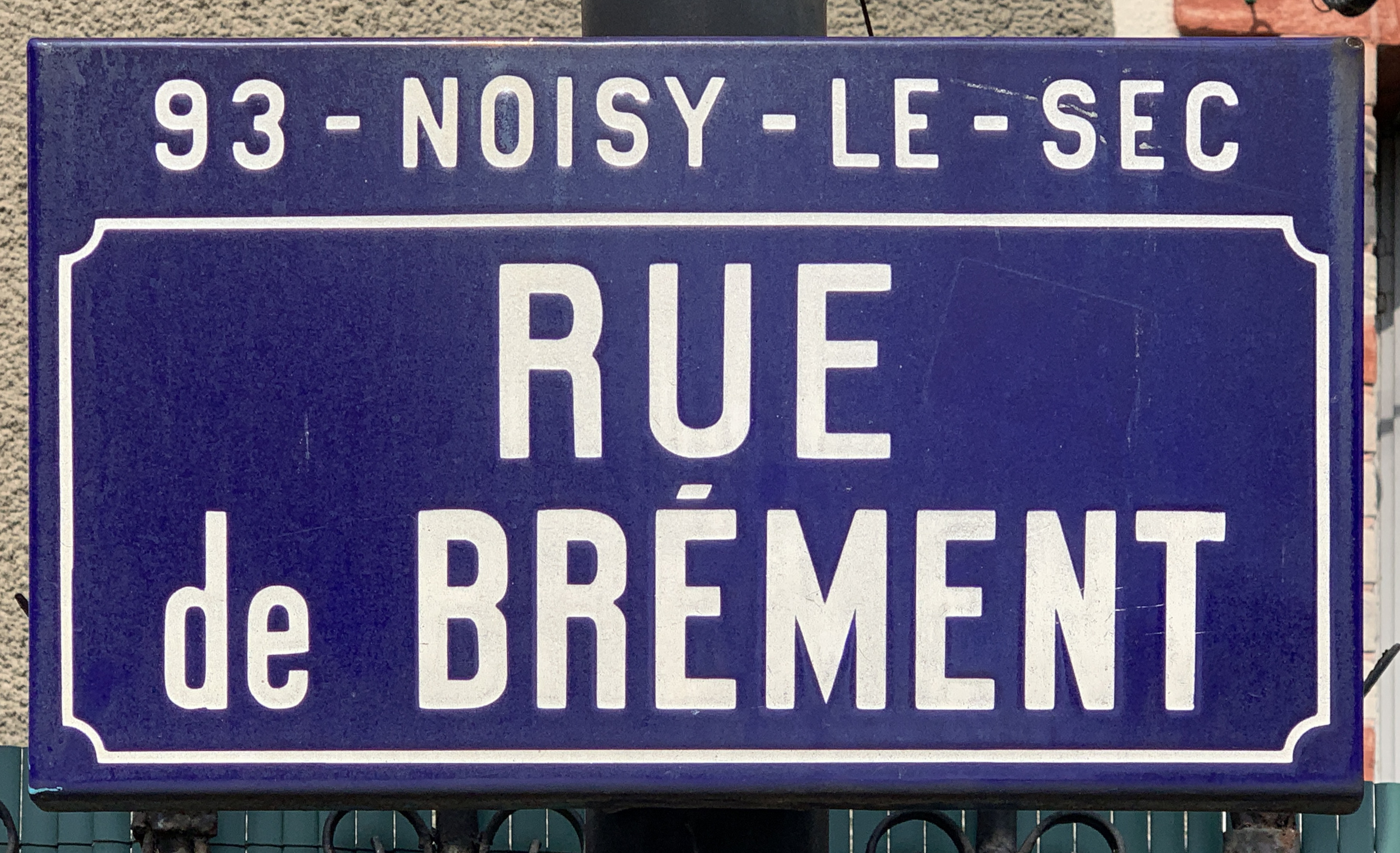
Plaque de la rue.

Le « Bout de Brémant » est un lieudit situé à l'intersection des chemins de Villemomble et de Rosny.

## Historique
On trouve mention en 1408 de la rue de Brémant ou Grant rue. En 1912, cette voie de communication a été élargie par la Compagnie des tramways de l'Est parisien afin de faire passer la ligne de tramway no 1 entre Noisy-le-Sec et l'Opéra de Paris.
La rue s'urbanise dans les années 1920.
Les années 1930 voient la suppression de la ligne de tramway.
Cette rue est en partie sinistrée lors du bombardement de Noisy-le-Sec, la nuit du 18 avril 1944.

## Bâtiments remarquables et lieux de mémoire

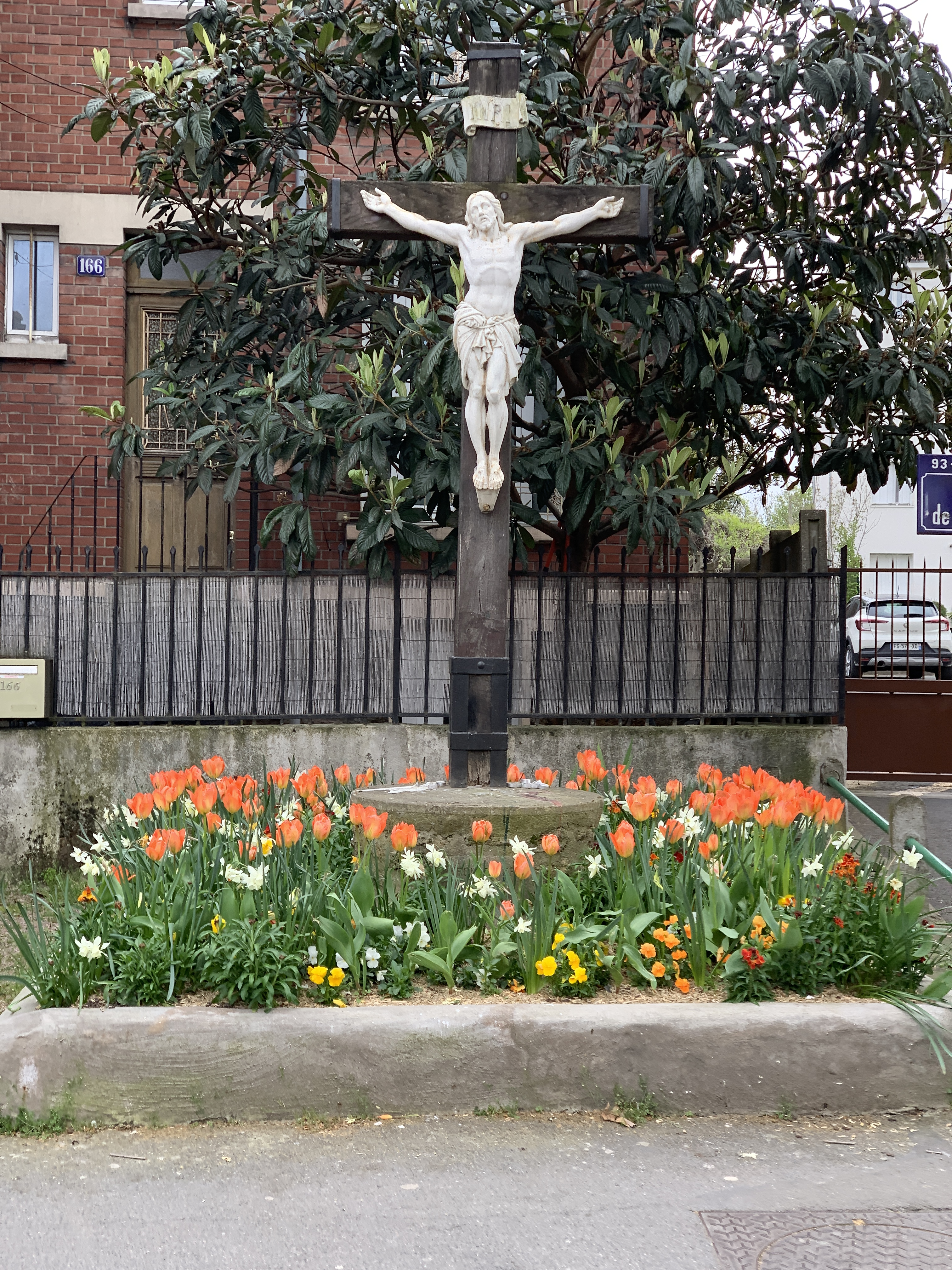
Croix de la rue de Brément, 2021.

- Au croisement de la rue de Merlan, se trouve une croix de carrefour[6]. Ce calvaire semble avoir été érigé en 1896, sur un terrain particulier en manière de protestation contre la délibération prise le 12 août 1896 par la municipalité de l’époque. Cette délibération ordonnait de « ... procéder à l’enlèvement des croix et calvaires élevés sur la voie publique (12 août 1896). » Furent ainsi supprimées, malgré l'opposition de la population : la croix Durin, rue de Pantin, la croix du bout de Brément et la croix des petits Noyers, rue d’Enfer. Le tollé soulevé auprès de la population fit que l'équipe municipale perdit les élections suivantes[7].
- Le collège Olympe de Gouges, réalisé par les architectes Jacques Warnery et Jean Saubot[8].